# Утасінай

43°31′18″ пн. ш. 142°2′7″ сх. д. / 43.52167° пн. ш. 142.03528° сх. д.
Утасіна́й (яп. 歌志内市, うたしないし, МФА: [utaɕinai̯ ɕi̥]) — місто в Японії, в окрузі Сораті префектури Хоккайдо.

## Короткі відомості
Розташоване в центральній частині префектури. Виникло як містечко, спеціалізоване на видобутку вугілля. Отримало статус міста 1958 року. В часи розквіту кількість мешканців становила 41 тисячу осіб. Скорочення населення почалося після закриття шахт у 1970-х роках. На території міста працює міжнародний лижний курорт. Станом на 1 жовтня 2008 року площа міста становила 55,99 км². Станом на 31 березня 2017 населення міста становило 3489 осіб.